# John Muir (indianiste)
Pour les articles homonymes, voir Muir.
John Muir (né à Glasgow en Écosse le 5 février 1810 et mort le 7 mars 1882) est un indianiste et traducteur du Sanskrit.

## Biographie
Après avoir fait ses études à la grammar school d'Irvine, puis à l'University of Glasgow et enfin au East India Company College de Haileybury, il devient fonctionnaire au Bengale en 1829. Il occupe plusieurs postes, dont collecteur des impôts ou juge. En 1844, il devient le premier principal du Victoria College de Bénarès (qui devient plus tard la Sampurnanand Sanskrit University). Après avoir quitté l'Indian Civil Service en 1853, il rentre à Édimbourg. En 1862, il obtient la chaire de Sanskrit à l'Université d'Édimbourg.

## Travaux
L'Œuvre principale de Muir est Original Sanskrit texts on the origin and history of the people of India, their religion and institutions (Textes sanskrits originaux sur l'origine et l'histoire des peuples de l'Inde, leur religion et institutions), paru entre 1852 et 1870. C'est une étude des textes les plus importants de la culture et de l'histoire religieuse de l'Inde, avec leur traduction en anglais. Son premier tome concernait l'origine du système des castes et démontrait qu'il n'existait pas durant la Période védique. Le second tome à l'origine et aux liens entre les races indiennes et avec les peuples indo-européens. Les troisième, quatrième et cinquième tomes concernaient les Védas. Muir traduisit aussi différents autres textes sanskrits.
En 1839, il publie Matapariksa: Sketch of the Argument for Christianity and against Hinduism (Matapariksa : Esquisse à propos des arguments en faveur du Christianisme et contre l'Hindouisme). Il s'attaquait aux pamphlets missionnaires de l'époque qui critiquaient l'hindouisme. Au contraire, il présente celui-ci de façon positive, montrant qu'hindouisme et christianisme sont compatibles, même si ce dernier est supérieur. Acceptant le « génie hindou », il préfère les miracles, l'excellence morale et l'universalité en faveur du christianisme. Cet ouvrage entraîne des controverses en Inde et est attaqué par des érudits locaux.